# 双眼鏡

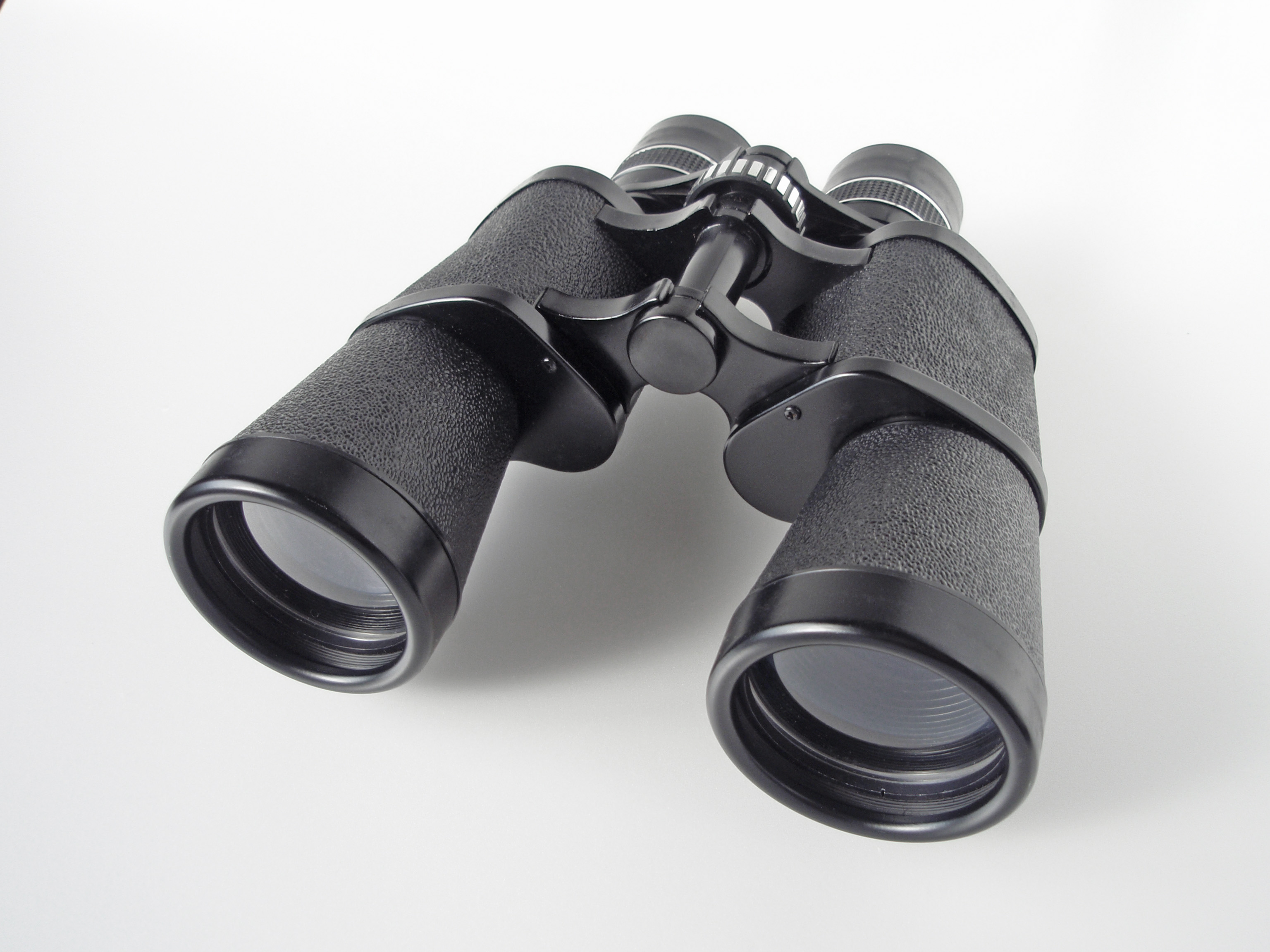
双眼鏡

双眼鏡（そうがんきょう、英: binoculars）とは、望遠鏡の一種で、二つの鏡胴 （対物レンズと接眼レンズを連結して保持し、レンズ以外からの光線の入射を防ぐ筒）を平行にならべ遠方のものを両眼で拡大して見る光学器械である。古くは望遠鏡とともに遠眼鏡（）と呼ばれた。
風景観察、観劇・スポーツ観戦（#オペラグラス参照）、天体観測・天体観望、動物観察（野鳥観察など）、船舶における安全のための監視、漁船における魚群等の確認、軍事用などに用いられる。
付加機能として防水双眼鏡や防振双眼鏡（手ぶれ補正機能つき）がある。

## 双眼鏡の種類
双眼鏡は、正立像を得るための光学的な構成などによっていくつかの種類に分類することができる。

### レンズ・プリズムの構成
ガリレオ式
ガリレオ式望遠鏡を2つ並べたものである。簡単な構成で正立像を得ることができる反面、高倍率の製品を作ることができない、視野が狭い、などの欠点もある。第一次世界大戦では、ドイツ軍の制式双眼鏡 Fernglas 08（6倍39 mm口径）に代表されるように軍用双眼鏡としてもこの形式のものが一般的に使われていたが、今ではオペラグラスや玩具として残っている程度である。
リレーレンズ式
対物・対眼レンズとも凸レンズを使用する。そのままだと倒立像になるので対物レンズと接眼レンズとの間に複数のレンズを配置して正立像を得る仕組みで、細長い鏡筒が特徴。19世紀末から20世紀初めにかけてドイツ（ヘンゾルト社）やオーストリアで製造されていたようだが、プリズムによる正立光学系を持つ双眼鏡に淘汰されている。
ポロプリズム式

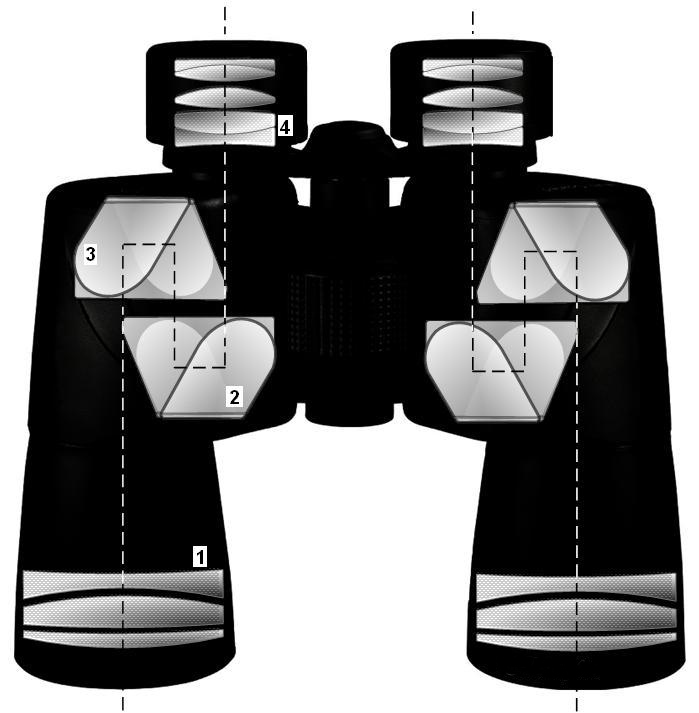
ポロプリズム双眼鏡の構造
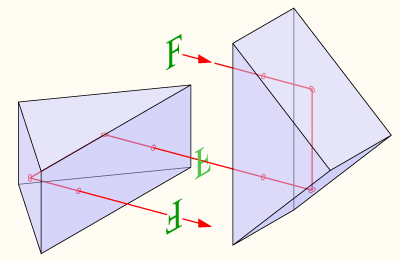
ポロI型光路図

対物・対眼レンズとも凸レンズを使用し、複数個の直角プリズムを利用して正立像を得る。同形のプリズムを2個組み合わせて構成できるポロI型が一般的だが、第二次世界大戦前後までは大小3個のプリズムで構成されるポロII型の製品も多くみられる。下記のダハプリズム式より大きく嵩張るが、プリズム精度の問題を調整でカバーできること、後述する位相差コートや誘電体コートなどが不要であること、などから同等の光学性能をより廉価で達成できるとされる。また、原理的に光軸の平行移動を伴うため、大口径の対物レンズを使いやすいというメリットもある。ダハプリズム式にも共通するが、プリズムに使われる硝材の屈折率の高さが視野のケラレの少なさや視野角の広さに直結する。双眼鏡の仕様にプリズム硝材の種類（BK7やBaK4）が記載されていることがあるのはこのためである。
ダハプリズム式（ルーフプリズム式）

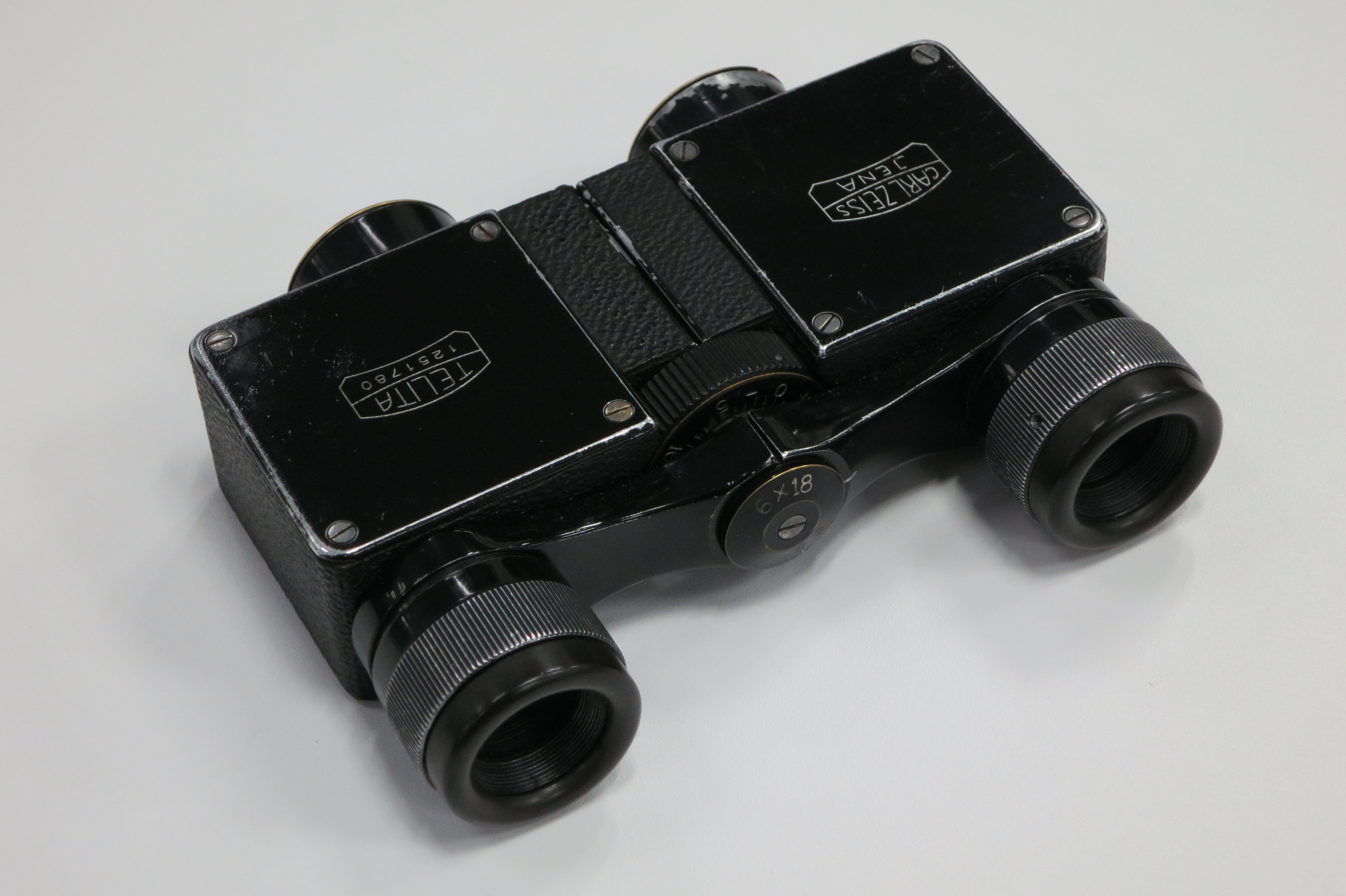
フラットで小型な1920年代のツァイス社製ダハプリズム双眼鏡
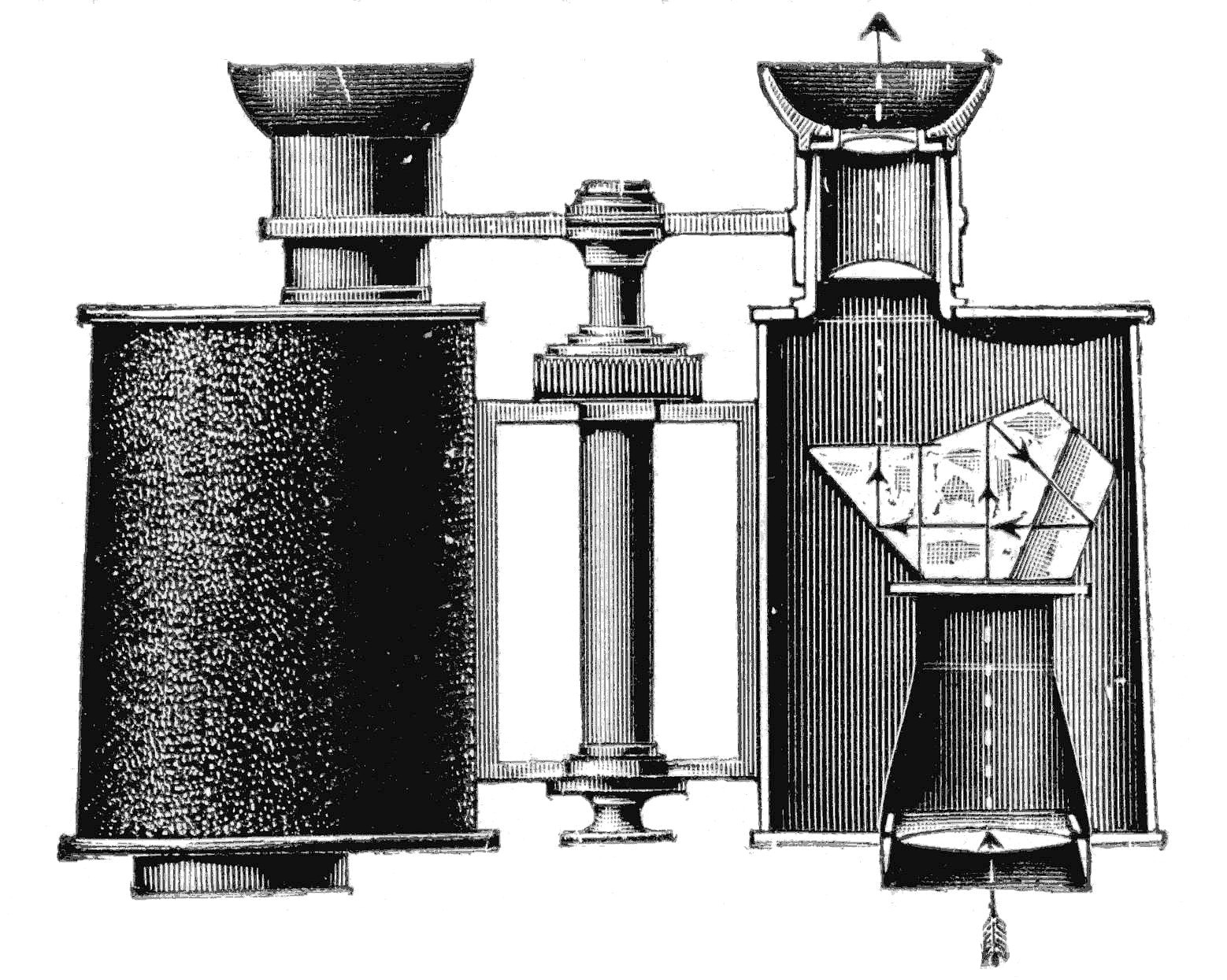
最初期のヘンゾルト社製ダハプリズム双眼鏡の構造

対物・対眼レンズとも凸レンズを使用し、屋根型のダハ面（ルーフ面）を持つダハプリズム（en）を含む光学系で正立像を得る。ダハ面での反射は上下と左右を同時に反転させることができるため、ポロプリズム式よりも正立光学系を小型にすることができる。最近はダハ面に位相差コートを施すことで干渉による解像度低下を抑えている製品が多い。ダハプリズムを双眼鏡の正立光学系に応用するアイデアは19世紀末の双眼鏡黎明期から存在し、ドイツのヘンゾルト社やメーラー社、カール・ツァイス社などによってさまざまなタイプが考案され双眼鏡の小型軽量化に貢献している。
現在よく使われる型式はアッベ・ケーニッヒ型（1905年、en）とシュミット・ペシャン型（1899年、en）で、特にシュミット・ペシャン型は双眼鏡を大変小型化することができることもあって最も普及している。しかし、光路内に全反射しない面を持つため、銀コートや誘電体コートなどの工夫で透過率を上げる必要がある。また、一般的なシュミット・ペシャン型は対物レンズの光軸と接眼レンズの光軸とが直線上に一致するため、両眼の間隔以上の口径の対物レンズは使えず、50数 mm程度が大口径化の限界となる。

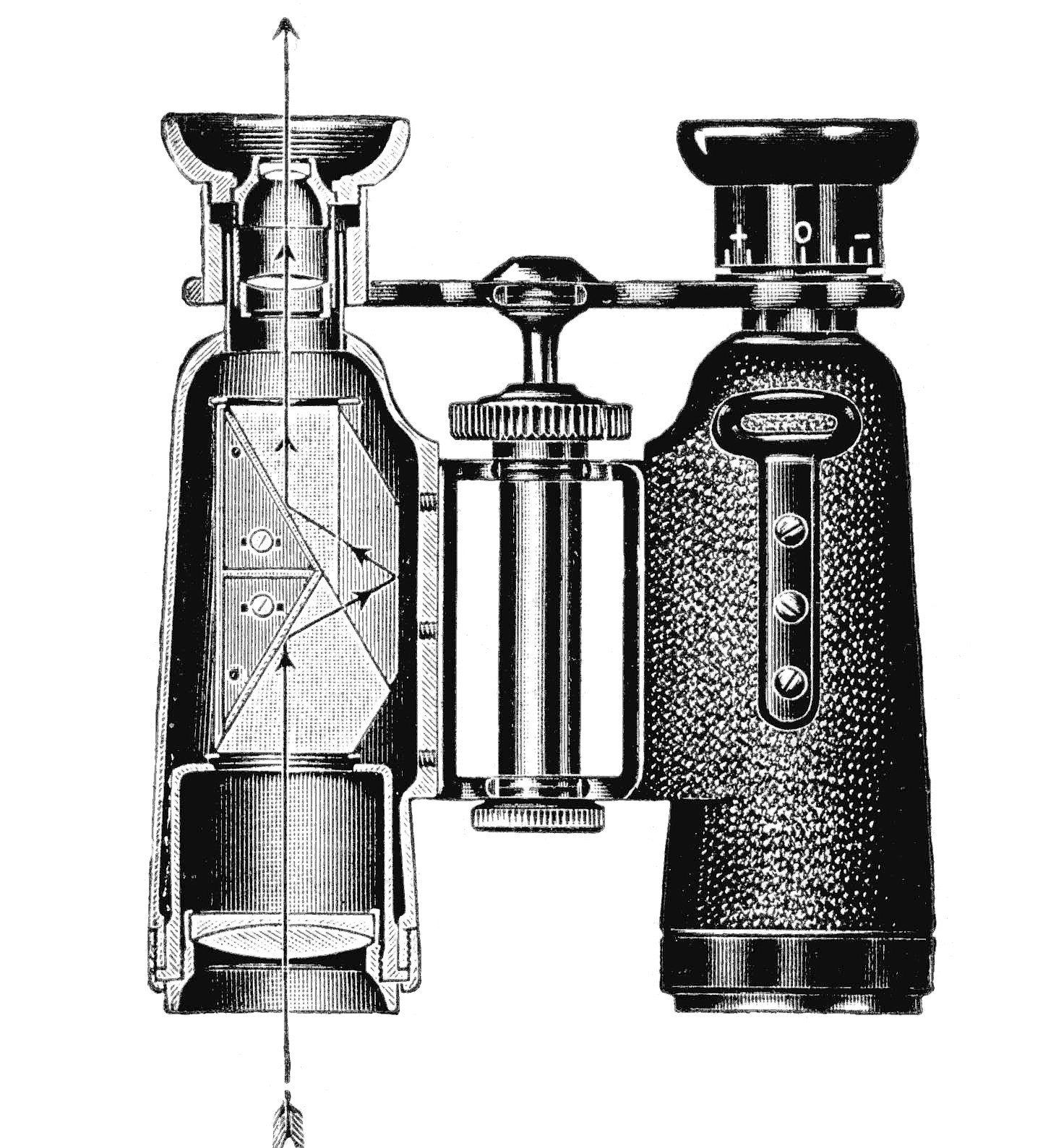
初期のアッベ・ケーニッヒ型ダハプリズム双眼鏡の構造
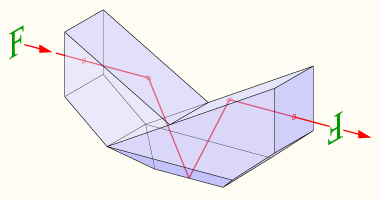
アッベ・ケーニッヒ型光路図
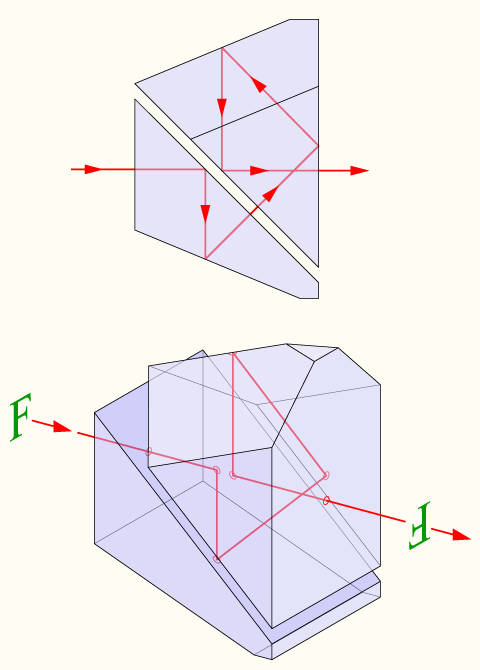
シュミット・ペシャン型光路図

その他
ターレット式双眼鏡などがある。

## 双眼鏡の性能

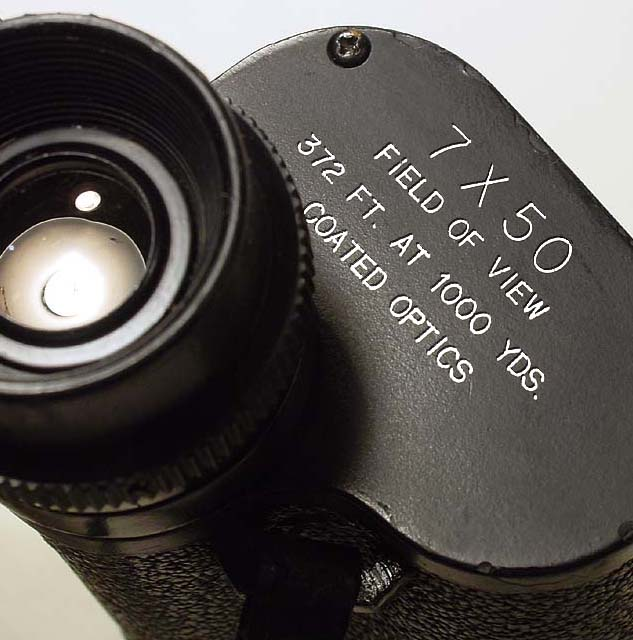
ポロプリズム式双眼鏡のプリズムカバーに表示されている性能諸元

ポロプリズムやダハプリズムが利用されたプリズム双眼鏡の主要性能は、7x50というように表記される倍率と対物レンズ口径、および視野角（視界）で表現される。写真の例の場合、倍率は7倍、対物レンズ口径は50mm、視野角（視界）は1000ヤード先の対象物において横幅372フィートに相当する角度、となる。
また、光路内に空気ガラス界面が多いプリズム双眼鏡では、レンズやプリズム表面の反射防止コーティングの有無が性能に大きく影響する。現在では反射防止コーティングが施されている製品がほとんどであるが、反射防止コーティングが普及しつつあった第二次大戦から戦後まもなくの間は、写真の例のように性能諸元と共にCoated Opticsと記載されることも多かったようである。
倍率
倍率はどのくらい大きく見えるか、の指標であるが、7倍の場合、70m先の被写体が10mの距離から見た大きさに見える、ということになる。オペラグラスの場合は3倍から4倍、普通の手持ち双眼鏡の場合は5倍 - 10倍が一般的である。倍率が高くなるに従い手振れの影響を大きく受け、10倍程度が手持ち使用の限界とされることが多い。雑誌や新聞の広告にあるような、素人向けに高倍率を特にアピールした双眼鏡では、ひとみ径が小さく視野角が狭く、さらに手ぶれも大きくなるので実際にはとても使いにくい。
対物レンズ口径
対物レンズ口径は双眼鏡の視野の明るさに影響する。星像など点光源の明るさは対物レンズ口径の二乗に比例するが、より一般的な、面積を持つ対象物の明るさは、対物レンズ口径を倍率で割った射出ひとみ径 (en)の二乗に比例する。射出ひとみ径の二乗値は、メーカーによっては「明るさ」としてカタログ表記されている。射出ひとみとは双眼鏡を眼から離し対物レンズを明るい方に向けたとき接眼レンズに写る明るい円である。人間のひとみ径は暗夜でも7mm程度であり、7mm以上の大きさの射出ひとみ径は無意味とされており、7mmより大きい射出ひとみ径を持つ双眼鏡は極めて少ない。船舶用など夜間業務用には最大限の射出ひとみ径である7mmの射出ひとみを持つ7x50などの双眼鏡が、天体観測用としては射出ひとみ径が5-7mm程度のものが推奨されることが多い。天体観測用の場合は対物レンズ口径の絶対値も重要であり、50mm以上の口径が好まれる。人間のひとみ径は明るい屋外では2mm程度であるため、屋外や明るいステージなどのみが観賞対象である場合には射出ひとみ径の大きさを必要以上に気にする必要はないが、一般的には4mm程度以上あった方が無難と考えられている。
視野角（視界）
倍率の異なる双眼鏡間で、見える対象物の範囲（1000ヤード先で372フィート、など）が等しい場合、倍率が高い双眼鏡の方が双眼鏡を覗いた際の見かけの視野角が広くなる。このため視野角は、実際の見える対象物の範囲を表す実視野角と、覗いた際の広がりを表す見かけ視野角とに分けて記載される場合が多い。一般的には、見かけ視野角が50度前後以上のものであればストレスなく使うことができ、60度以上のものは広角双眼鏡と称されることもある。視野角を広くするためには大型のプリズムと複雑な構成の接眼レンズが必要となるため、同じ倍率で比較した場合、高額な製品ほど視野角が広い傾向がある。
接眼レンズから目をどのくらい離したときに最もよく視界全体を見ることができるか、ということも双眼鏡の使いやすさを左右する性能で、アイポイントあるいはアイレリーフという項目でカタログ表記されていることが多い。眼鏡使用の場合、アイポイントが10数mm以上ないと視界全体を見ることができないので注意が必要である。
その他双眼鏡の見え方は、視野角周辺の解像度、色収差、歪曲収差、フレア、非点収差、コマ収差、透過率、などのさまざまな光学的性能や、ピント操作の滑らかさや確実さなどにも大きく影響されるが、双眼鏡についてこれらの特性を測る標準的な方法は合意されておらず、カタログ表記もされていない。カタログでEDガラス使用（異常分散レンズ）とあれば色収差が少ないはず、マルチコートとあればフレアが少なくコントラストがいいはず、というような推測は可能だが、実際には覗いてみないとわからない。

## 使用法

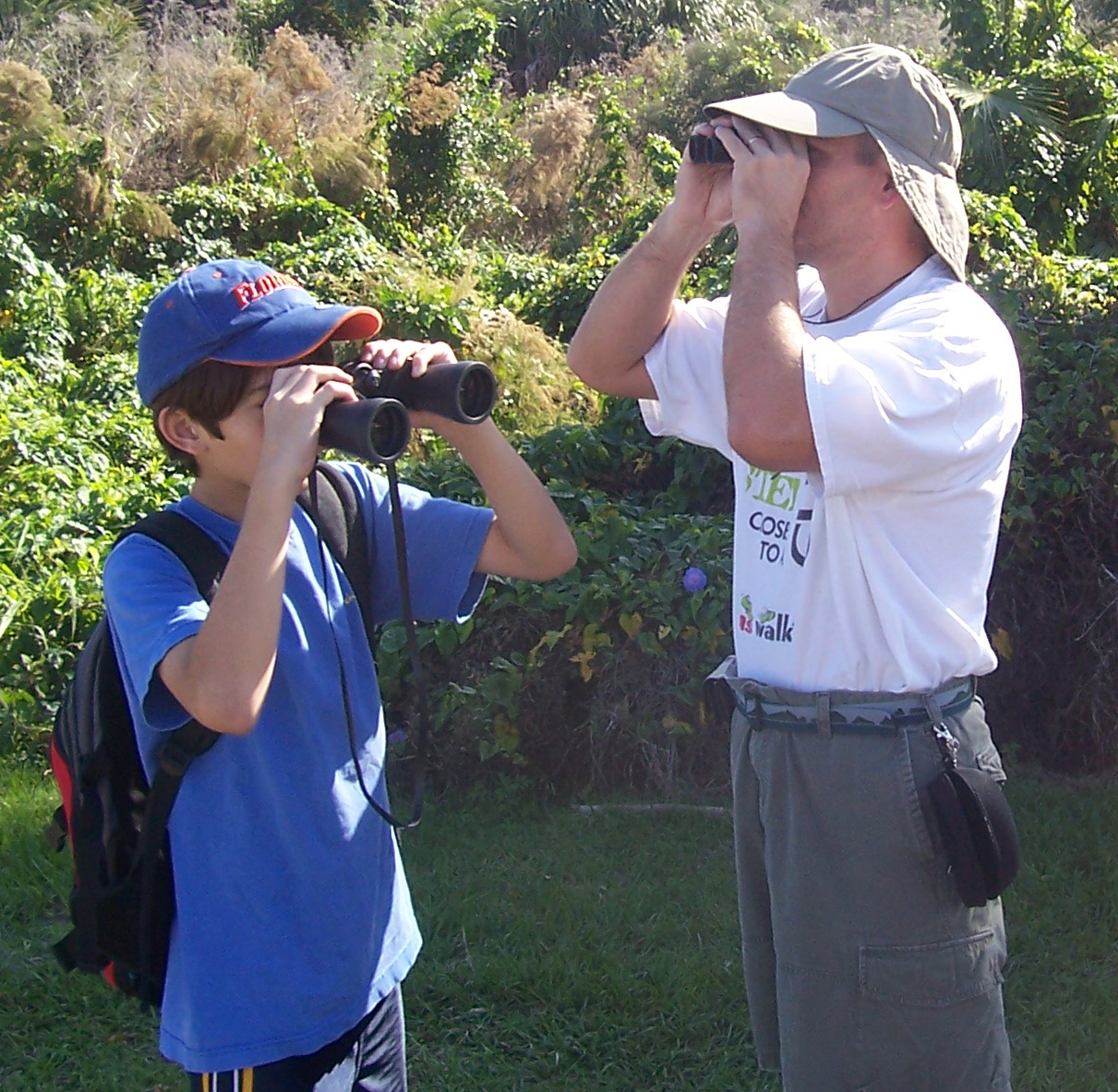
双眼鏡による野鳥観察

### 眼幅の調整
玩具や防振型、固定架台上の大型双眼鏡を除き、ほとんどの双眼鏡は中心軸（左右の鏡胴の中間にあり、双方を連結しているピン）のところで蝶番のように全体を折り曲げることで眼幅（左右瞳孔の間隔）に接眼レンズの光軸の間隔を合わせるようになっている。一度正しく調整した後は中心軸の接眼側にある目盛によって眼幅を知り、次回からすぐに合わせることができる。

### 焦点距離の調整（ピント合わせ）
多くの双眼鏡ではセンターフォーカス（CF）方式といい、中心軸にあるリングで両方の鏡胴の焦点を同時に変更できるようになっているが、防水型では左右両方に調整リングがあり、それぞれ独立に調整するようになっている（独立調整（IF）方式）。動物とくに野鳥の観察には、すばやく焦点距離の調節が出来るCF方式が便利だが、防水式の主な用途である海上及び軍用では焦点の素早い調節はあまり必要でないため、左右独立式でも大きな不便はない。同様に天体観測用の大型双眼鏡もIF方式が多い。双眼鏡によって最短合焦距離は1メートル程から80メートル以上と様々で、特に短いものは美術品の鑑賞にも使われる。

### 視度の調整
左右の眼の視力に差がある場合、両目ともにピントの合った像を得るためには左右の光学系の焦点調整に差を付ける必要がある。左右独立に焦点調整するタイプでは通常の焦点調整によって差を付けることが可能である。中央の調整リングで左右の焦点距離を同時に調整するタイプでは、片方（多くの場合、右眼側）の接眼レンズの近くにあるダイヤル、あるいは中央の調整リングを引き出す、などの方法で視度の調整が可能である。厳密には観察対象までの距離に応じて視度調整を微調整をする必要があるが、通常、一度調節すれば以後行わなくても大きな支障はない。

### 測距と採寸
レチクルとよばれる照準目盛が描かれている双眼鏡では、距離を測定したり、相手の大きさを計ることができる。また、応用として相手の速度の算出も可能であるが、あくまで概略を簡易計算する程度に過ぎない。測距では、相手の大きさをすでに知っている必要があり、採寸では相手までの距離をすでに認知していることが前提条件となる。

### 持ち方
陸上では両手の指を全て（親指は下に）鏡胴にまわし、軽く掴むように持つのが普通だが、漁船など小型船舶では船の揺れに抗して対象を視野の中央に保つため、指をほとんどあるいは完全に開いて、両手の指の付け根あたりで鏡胴を左右から挟んで保持する方法も場合によっては使われる。

### 視軸の調整
左右の光学系の光軸を、平行に、あるいは一定距離の被写体で交差するように調整することで、正しく両眼視でき、また疲れないで使用できる状態になる。この調整は、通常、工場やサービスセンターなどで実施される。

## オペラグラス

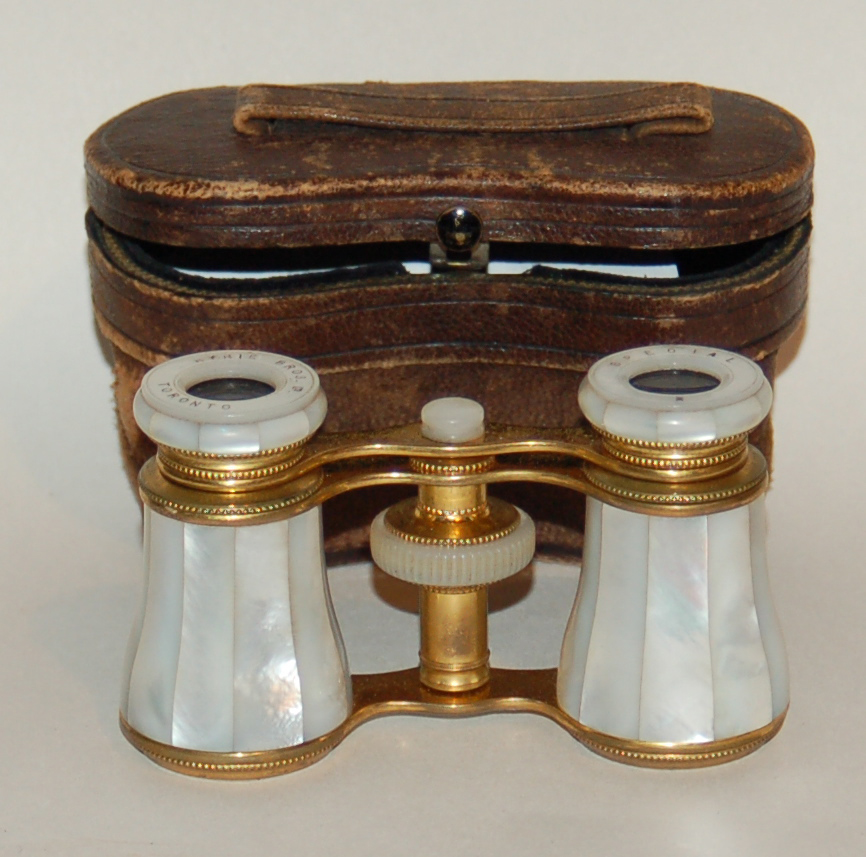
真珠層でコーティングされたオペラグラスと、そのケース

観劇用に製品化された双眼鏡のことを、オペラグラス（英語：opera glasses、ドイツ語：OpernglasまたはTheaterglas）と呼ぶ。

### 原義
オペラを鑑賞する際、観客席から役者の表情などを見るために使用したレンズ付き器具を指す言葉であり、19世紀後半以降、裕福な人々の間に普及していった。ドレスアップした場でのファッションアイテムの一つであったため、写真のように豪華な外装を施されたものも多く作られた。

### 仕様
多くが双眼鏡だが単眼鏡のオペラグラスも存在する。倍率は2倍から6倍程度で、ガリレオ式光学系のものが多い。ガリレオ式の単純な構成を生かし、折り畳み式のものや、フレームだけで構成され鏡筒を持たないものなども存在する。美術館などでの観賞時にも利用できるように、1 - 2mの近距離にもピントが合うように設計されていることが多い。
装飾としてはシンプルなものから、細かい彫刻が施されたものなど様々である。富裕層の間では象牙やマザーオブパール（白蝶貝）と呼ばれる真珠の母貝、宝石類で装飾されたものなどが使用された。また、長時間の観賞で手が疲れないようにハンドルの付いたものや、劇場内でパンフレットを見るためにライトがついているものなどもある。

### 劇場等における貸出
大きな劇場では、観劇用にオペラグラスを貸出しているところもある。無料貸出のところもあるが、多くは使用料と保証金を預けることになっている。保証金は、破損・紛失などがない限り返却時に返還される。例えば、宝塚大劇場ではレンタル料500円、保証料5000円。新国立劇場では以前は3000円の保証料が必要だったが、現在は利用者登録により不要、使用料は500円(通常のもの)と1000円(高級品)で、通常のものは、NASHICAのオペラグラス(倍率は4倍または8倍)、高級品はサンテプラス社のカブキグラスで、ピント調整が自動で明るいレンズのメガネ型をしたオペラグラス(倍率4倍)である。

### 双眼鏡の使用
オペラグラスは劇場でのオペラを想定しており、動きの激しい演目や大型ドームでの観劇には向かないため、宝塚歌劇団やジャニーズ、2.5次元ミュージカルのファンは表情がより見えるように倍率が12倍程度と高めでデジタルカメラと同等の手ぶれ補正機能を搭載した高性能モデルを選択しているという。一方でAdoや松田聖子の公演は全面禁止されていることがある

### 星空観測用オペラグラス
星空観測用オペラグラスは、通常の双眼鏡に比べて倍率が低く、広い範囲の星を観測することができる双眼鏡。そのため、ガリレオ式星座双眼鏡・超低倍率双眼鏡とも呼ばれる。口径48mmの対物レンズにより集光するため、肉眼で見るのに比べて暗い星まで見ることができる。
日本メーカー
- 笠井トレーディング - Wide Binoシリーズ
- サイトロン - Stella Scanシリーズ
- ビクセン - SG2.1×42[注釈 1]・ SG2x40f
- スコープテック - スコープテック&ヒノデ星座望遠鏡

海外メーカー
- SVBONY - SV407

## 主要なメーカー
- キャノン
- ニコン
- ペンタックス
- フジノン

日本
- ニコン
- フジノン（英語版）（富士フイルム[2]）
- コーワ
- ビクセン
- ペンタックス（リコーイメージング）
- キヤノン
- OMデジタルソリューションズ
- ミザールテック
- ケンコー・トキナー
- 日の出光学
- ナシカ光学
- サイトロン
- 賞月観星
- ライト光機製作所
- 大塚光学
- 笠井トレーディング
- スターゲイズ
- クリアー光学
- サンテプラス - カブキグラス
- 鎌倉光機 - OEM製造元
- 日吉光学 - OEM製造元

倒産・生産終了した主な国内メーカー
- オプトミヤウチ（旧宮内光学工業）
- カートン光学
- 一二三光学機械
- 勝間光学機械
- 五藤テレスコープ

ドイツ
- カールツァイス
- ライカ
- Docter
- シュタイナー
- ミノックス

アメリカ合衆国
- Bushnell
- Vortex
- Celestron
- Meade
- Orion
- Alpen
- Zen-Ray
- Swift
- Brunton
- Eagle
- Leupold
- Sightmark
- Sightron
- Tasco
- Oberwerk

オーストリア
- スワロフスキー・オプティック

チェコ
- メオプタ

台湾
- バンガード

中国

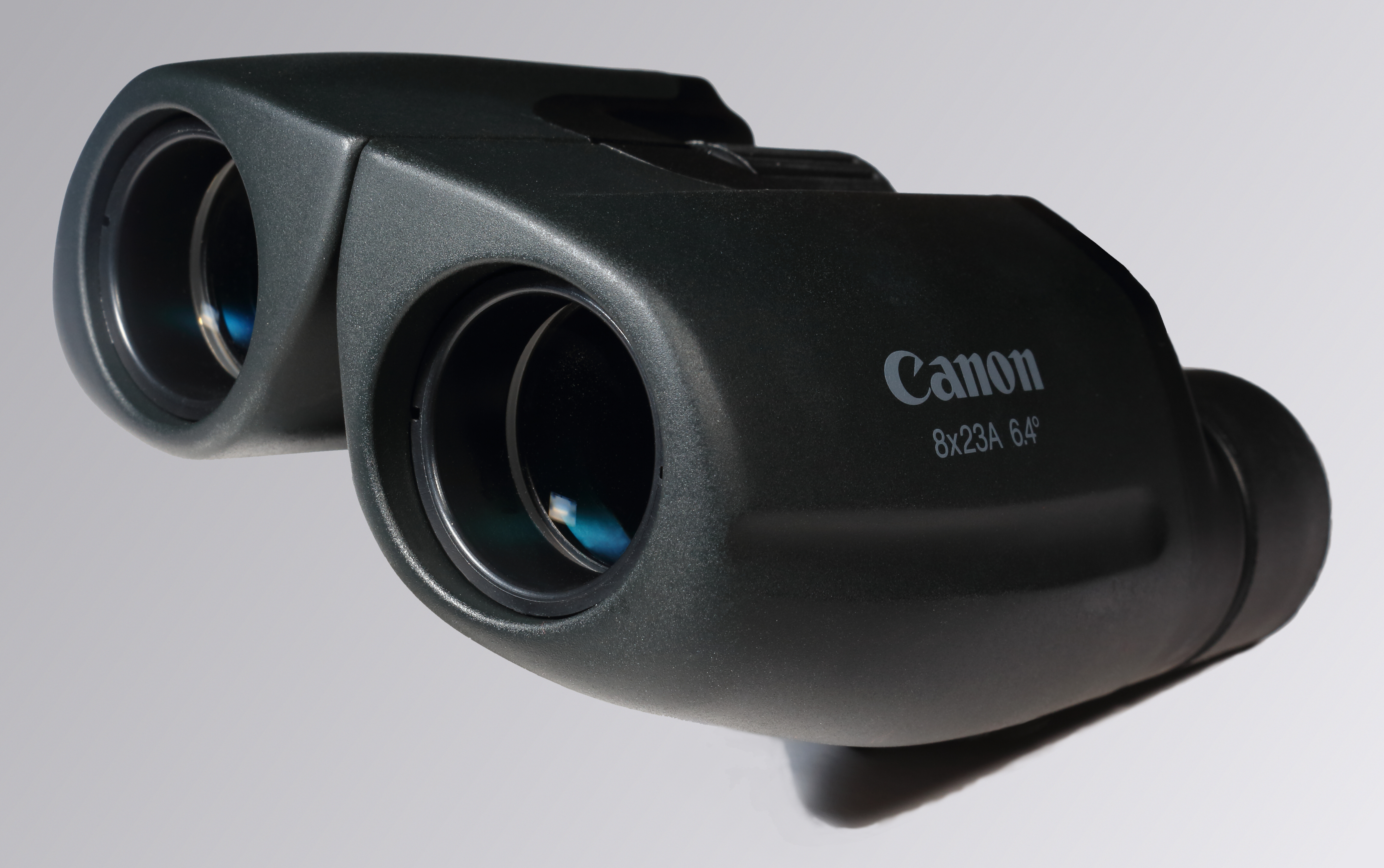
キャノン
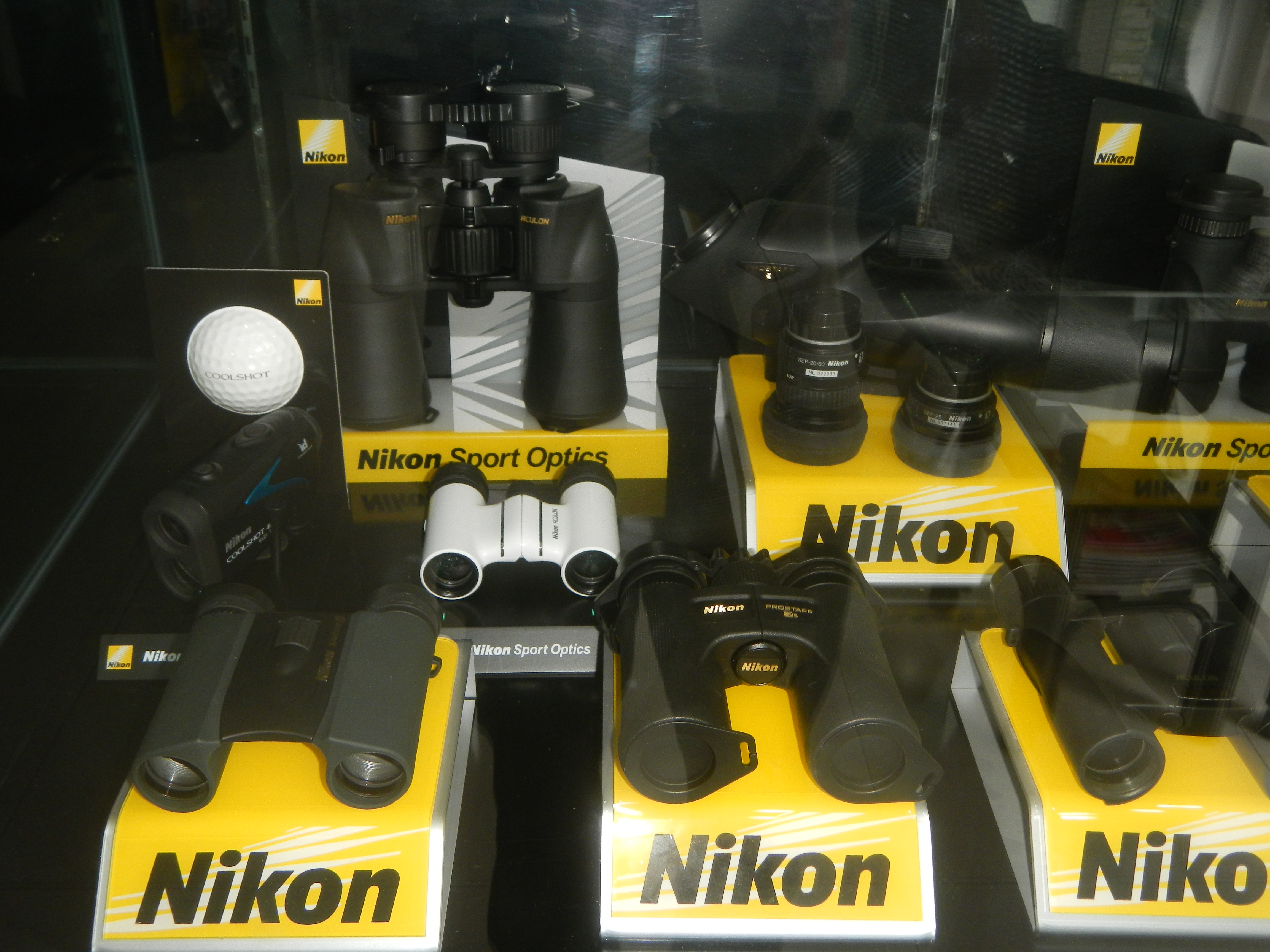
ニコン
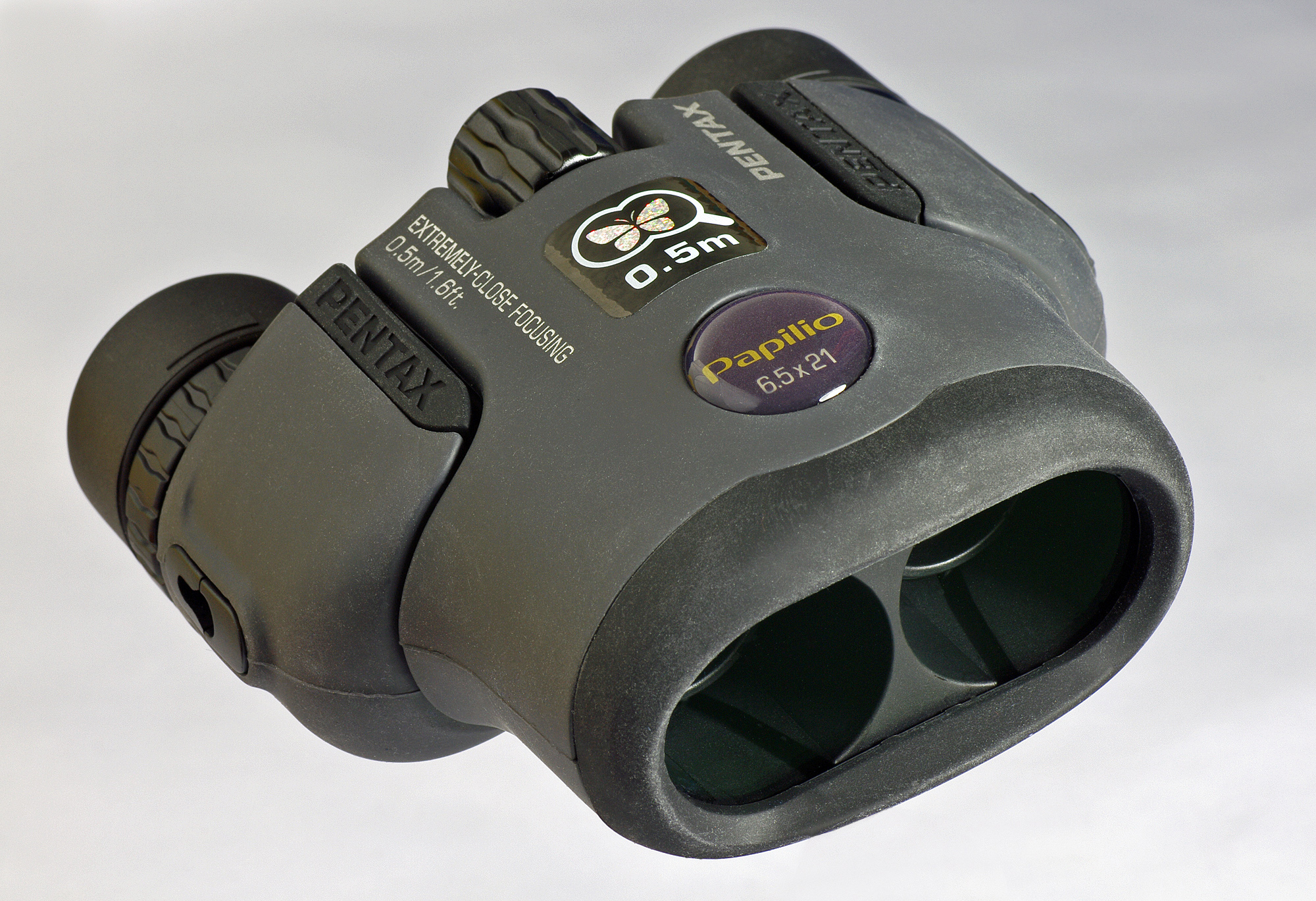
ペンタックス
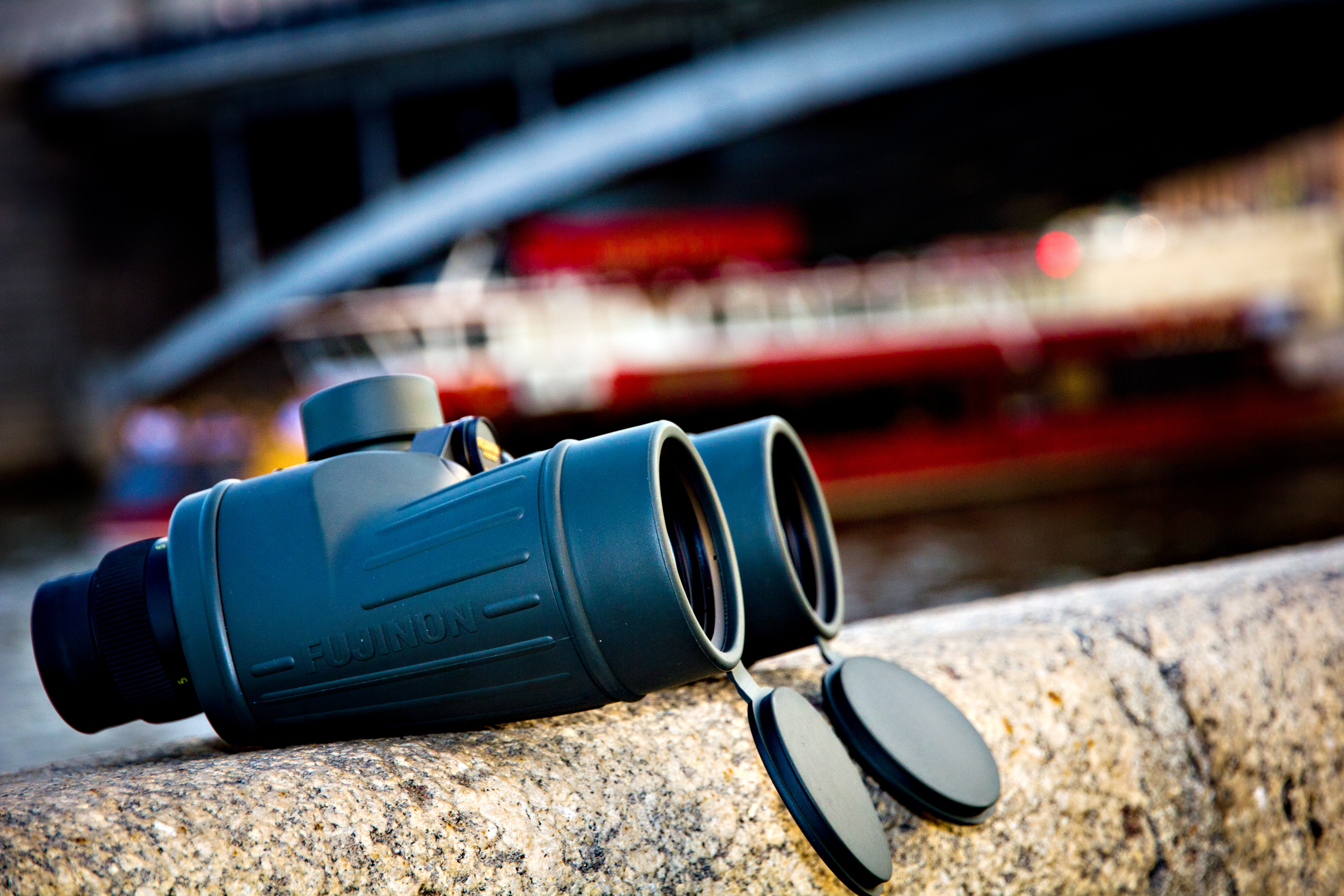
フジノン

- Kunming United Optics